# Мотовилівська Слобідка

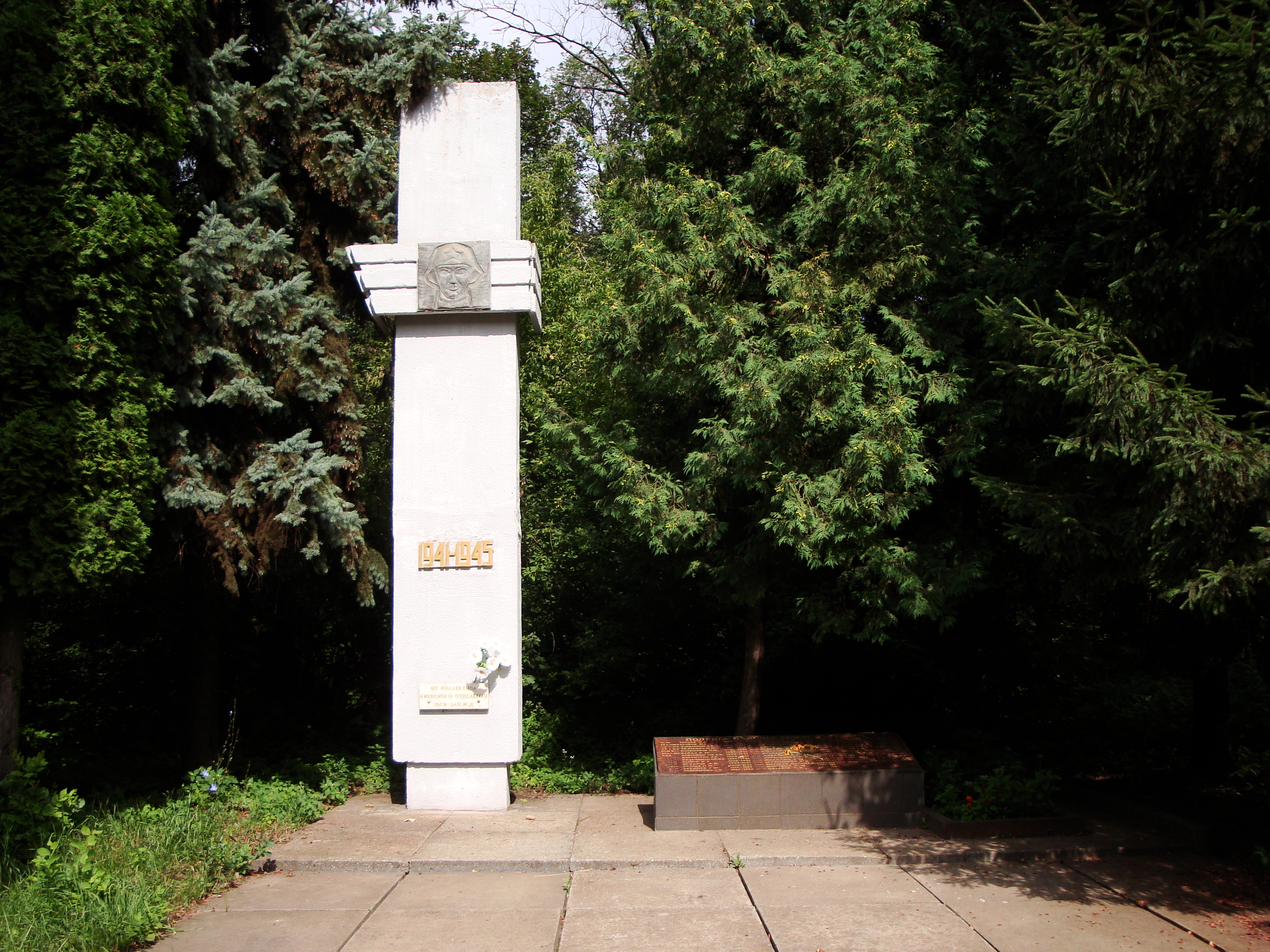
Пам'ятник воїнам-залізничникам

Мотовилівська Слобі́дка — село в Україні, у Фастівському районі Київської області. Населення становить 630 осіб.

## Загальні відомості
У 1560 році князь Острозький Костянтин Іванович, воєвода Київський, подарував невелике помістя Гуляники, що розкинулось на правому березі річки Стугна, Івану Мотовилівцю, який заселив вихідцями з Волині. З малого поселення Гуляники, село переросло в населений пункт і дістало назву Мотовилівка, частиною якого була ї Слобідка.
Назва цього села безпосередньо пов'язана з назвою Мотовилівки. Слободами і слобідками в залежності від розмірів наділів у часи козацтва називали новозаселені землі, звільнені від податків. Тому володар Мотовилівки тих часів Аксак, який на початку XVIII ст. повернувся після козацького вигнання, намагався швидко заселити навколишні землі довіреними людьми зі своїх галицько-волинських маєтків. Таким чином поселення-слобідка, яке виникло південніше Мотовилівки, і отримало згодом у народі назву Мотовилівська Слобідка або Слобідська Мотовилівка.
У 1827 році село окремими помістями було продано поміщиком Руліковським дворянину Феліксу Хаєцькому. За час володіння МотСлобідкою Хаєцький проявив себе справжнім хижаком – кріпосником, який на свій розсуд творив розправу над селянами.
Згодом у МотСлобідці укріпився місцевий поміщик Машков, який буде розкуркулений.
У 1857 році с. Мотслобідка була продана полковнику Петру Івановичу Богушу. Село мало 1072 десятин землі.

Школу побудовано в 1907 році, де працювало 2 вчителі. 

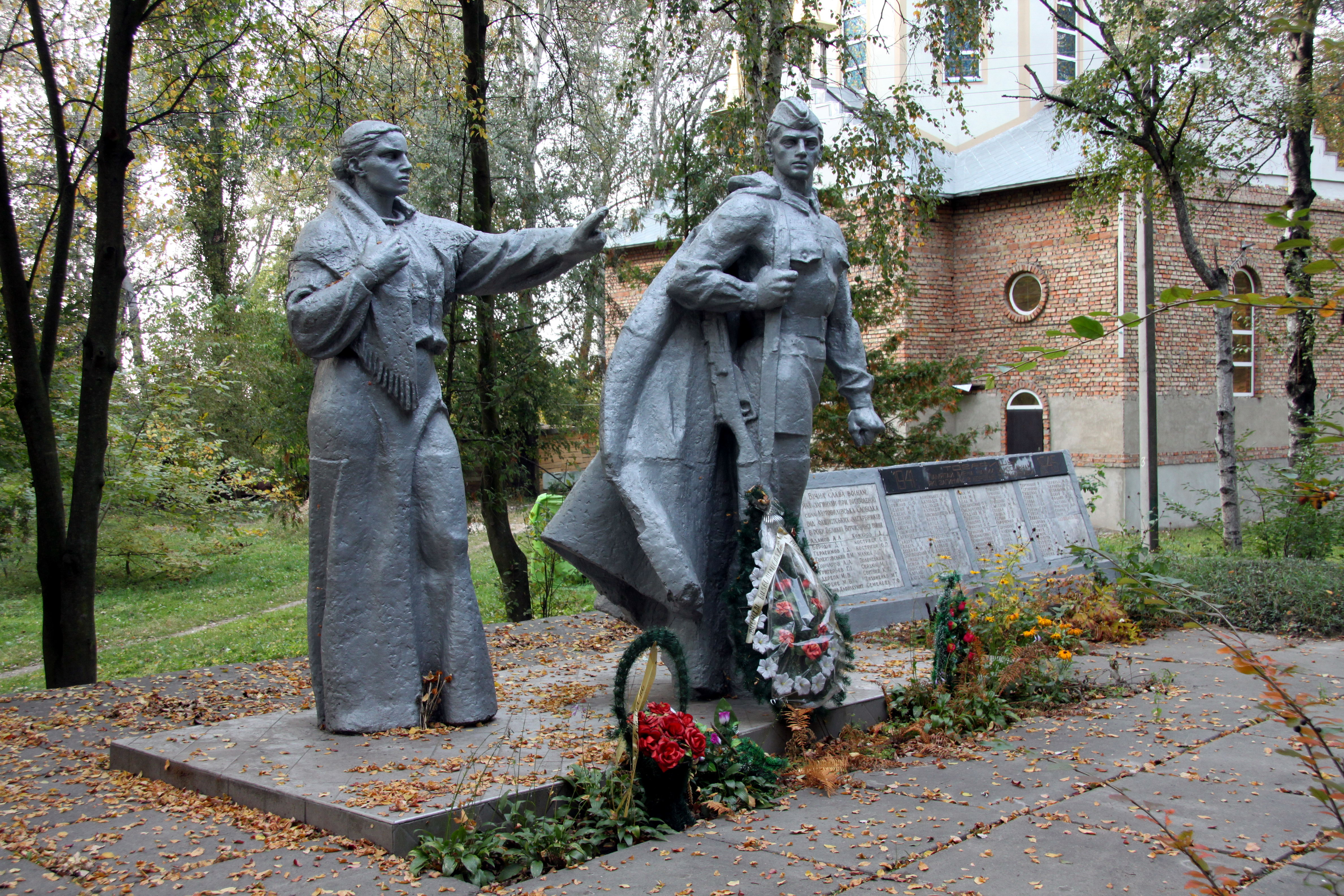
Пам'ятник солдатам Радянської Армії та воїнам-односельчанам

Репресії 1930-х років призвели до того, що мотслобідці навіть свій колгосп називали іменем свого гнобителя Єжова. Першим із жителів Мотслобідки хто загинув під час Другої світової війни був Артем Вишняк, ще в грудні 1939 на Карельському перешийку під час радянсько-фінської війни. Німецька окупація розпочалась 30 липня 1941. Після Різдвяних свят 1942 у Фастові разом ще з колишнім їздовим райгазети Рибинком та колишнім головою колгоспу із Заріччя  Савенком за спротив окупантам був страчений (повішений) колишній голова колгоспу Д. Приліпко. На його честь у селі названо вулицю.
Після війни відбулось укрупнення і об'єднання колгоспів Великої, Червоної Мотовилівок і Мотовилівської Слобідки в один "Світанок". У шістдесяті роки футбольна команда колгоспу, за яку грали також жителі Великої і Червоної Мотовилівка  (Л. Сметана, І. Осадчий, В.Карлаш, В. Товба  В. Приліпко, Ю. Сербин, Ю. Перехрест, В. Бей, Л. Чурпіта, І. Собко, Л. Маноха, В. Вишняк та ін.) була однією з найсильніших у районі, грали в Мот.слобідці на березі Стугни. Здобули кубок району 1964 року. З 2000 років сільські футболісти знову серед кращих в районі. В селі працює школа, ФАП, пошта, церква, кілька магазинів, діє автобусний маршрут Мотовилівська Слобідка—Вишняки.
З 2006 року розпочато будівництво церкви Івана богослова. У жовтні 2020 село увійшло до Фастівського ОТГ , як Мотслобідський старостинський округ.. Староста Осадчий  Є.В.
 [Архівовано 20 березня 2017 у Wayback Machine.]
З 2005 року сесією сільської ради започатковано відзначати День села 6 листопада (день відвоювання села від німецьких загарбників, та повернення російських загарбників), також цією сесію впроваджено присвоєння звання Почесного громадянина села Мот.Слобідка.

## Вихідці
- Бєльська Людмила Василівна (нар. 1956) — народна артистка України.
- Вишняк Петро Тимофійович (нар. 1930) — український художник.
- Діденко Максим Авксентійович (1904—?) — український радянський партійний діяч, 1-й секретар Житомирського обкому КП(б)У. Член ЦК КП(б)У в червні 1938 — травні 1940 року (фактично — до грудня 1938 року). Депутат Верховної Ради УРСР першого скликання.